# Dinah le teckel
Dinah le teckel (ou simplement Dinah) est un personnage de fiction de l'univers de Mickey Mouse créé en 1942 par les studios Disney. Cette petite chienne est apparue pour la première fois dans le court-métrage Pluto somnambule, remplaçant peu à peu son précédent "flirt" de Pluto, Fifi le pékinois. Mais contrairement à cette dernière, Dinah n'hésite pas à mettre en compétition Pluto et son ennemi juré, Butch le bouledogue, afin d'obtenir ses bonnes grâces.
Dinah est également apparue dans :
- Canine Casanova (1945)
- In Dutch (1946)
- Pluto's Heart Throb (1950)
- Wonder Dog (1950)

ainsi que dans les séries télévisées Mickey Mania et Disney's tous en boîte ; dans cette dernière, le court-métrage Pluto's Arrow Error révèle une Dinah beaucoup plus sensible aux attentions de Butch que du pauvre Pluto.